# Michael Kneissl
Michael Kneissl (30. listopadu 1891 Mnichov – 29. března 1947 Brno) byl německý důstojník SS v hodnosti SS-Obersturmbannführer a válečný zločinec, zodpovědný za likvidaci vězňů v Kounicových kolejích v Brně během prvního a druhého stanného práva v protektorátu.

## Život
Kneissl byl synem řezníka a vyučený umělecký truhlář, snil však o životě válečného hrdiny. Roku 1933 vstoupil do NSDAP. V letech 1936–1937 byl vedoucím pracovního tábora Ranis v Durynsku. Po přestěhování do protektorátu v srpnu 1939 působil u pražského pozemkového úřadu a poté jako velitel úřadovny a věznice gestapa v Brně a také jako velitel policejní věznice v Terezíně.
Během prvního stanného práva (28. září 1941 – 20. ledna 1942) a druhého stanného práva (27. května – 3. července 1942) v období heydrichiády se jako velitel věznice v Kounicových kolejích v Brně podílel na zastřelení a oběšení stovek vlastenců a politických vězňů zatčených na Moravě. Popravám sám přihlížel.
Po válce byl dopaden a postaven před Československý mimořádný lidový soud. Při přelíčení se snažil vzbudit dojem, že likvidace vězňů byla výkonem řádného soudního rozhodnutí. Byl odsouzen k trestu smrti oběšením, který byl vykonán 29. března 1947. Místo pohřbení není známo.